# Logarithmierte Rendite
Die logarithmierte Rendite (auch stetige Rendite genannt) ist eine finanzmathematische Größe, die vor allem im Risikomanagement bei der Berechnung von Volatilitäten (z. B. im klassischen Black-Scholes-Modell der Optionspreisbewertung) eine Rolle spielt.

## Definition und Eigenschaften
Ist {\displaystyle r} eine Rendite (also eine Verhältniszahl der Art {\displaystyle {\frac {Wertzuwachs}{Ausgangskapital}}}), so ist {\displaystyle \ln(1+r)} die zugehörige logarithmierte Rendite.
Die logarithmierte Rendite ist also der natürliche Logarithmus des Verhältnisses Endkapital zu Ausgangskapital (oder allgemeiner auch Endwert zu Ausgangswert). Die logarithmierte Rendite aufeinanderfolgender Perioden kumuliert sich durch Addition.
Bei einer erwarteten logarithmierten Rendite {\displaystyle r(t,T)} (Startzeitpunkt t und Zeitintervall T) für ein gegebenes Kapital {\displaystyle K(t)} errechnet sich der erwartete Kapitalwert in der Folgeperiode als:
{\displaystyle K(t+T)=K(t)\cdot e^{r(t,T)}}
Diese Rechnung für Renditen gilt auch für beliebige Veränderungs- bzw. Wachstumsraten.

## Hintergrund
Ein Hauptgrund für die Verwendung logarithmierter Renditen liegt darin, dass diese (im Gegensatz zu den eigentlichen Renditen) auf der gesamten Menge der reellen Zahlen definiert sind, während „normale“ (sprich: diskrete) Renditen links durch den Wert −1 bzw. einen Verlust von 100 % begrenzt sind. Dadurch kann die empirische Verteilung der Renditen zum Beispiel besser durch die Normalverteilung approximiert werden, wobei die empirische Verteilung der Renditen jedoch üblicherweise von der Normalverteilung abweicht.